# Claas Relotius
Claas Relotius (* 15. listopadu 1985) je německý novinář, který léta pracoval pro časopis Der Spiegel a získal za své články řadu ocenění, než se v roce 2018 pod tíhou důkazů přiznal k páchání žurnalistických podvodů. Některé své příběhy zásadním způsobem dokresloval, vymýšlel si celé pasáže a příběhy, citoval vymyšlené osoby.
Po studiích psal zpočátku na volné noze pro řadu německojazyčných periodik, mimo jiné pro Cicero, Frankfurter Allgemeine Sonntagszeitung, NZZ am Sonntag, Financial Times Deutschland, Die Tageszeitung, Die Welt, Süddeutsche Zeitung Magazin, Die Weltwoche, Die Zeit a Reportagen. Nejvýraznější ale byla jeho práce pro Der Spiegel, který mu vydal přes šedesát článků a od roku 2017 jej zhruba rok a půl zaměstnával jako kmenového zaměstnance.
Neserióznost jeho práce odhalil především jeho kolega Juan Moreno, když s ním spolupracoval na článku o domobraně v americké Arizoně.
Jiným příkladem prakticky vymyšlené práce byla reportáž z roku 2017 o Fergus Falls, městě v americké Minnesotě. Der Spiegel do něj Relotia poslal, aby čtenářům zprostředkoval pohled do typické komunity, která pomohla Donaldu Trumpovi vyhrát v amerických prezidentských volbách v roce 2016. Jak se veřejně ukázalo v roce 2018, vyšlá reportáž byla plná výmyslů.